# Živina
Živina je látka, kterou organismus potřebuje a přijímá (z vnějšího prostředí) pro svoji výživu a vývoj. V užším slova smyslu jsou živiny organické látky s vyšším obsahem energie (tzv. makroergický substrát), které zajišťují heterotrofním organismům přísun energie a stavebních látek z vnějšího prostředí. Mezi základní živiny patří sacharidy, tuky (viz lipidy), bílkoviny.

## Látky poskytujícíenergii
- Sacharidy
- Bílkoviny
- Tuky

Obsah energie v tuku je 37,7 kJ/g, v sacharidu a v bílkovině 16,7 kJ/g.

## Látky podporujícímetabolismus
- Minerály nezbytné pro život jako stopové prvky, soli nebo ionty, např. mědi a železa. Tyto minerály jsou nutné pro lidský metabolismus.
- Vitamíny jsou organické sloučeniny nezbytné pro metabolismus. Nejčastěji slouží jako koenzymy (viz) pro různé bílkoviny v těle.
- Voda je nepostradatelná živná látka, která se bezprostředně podílí na všech chemických reakcích nezbytných pro život.